# Georgios Gennimatas
Georgios Gennimatas (* 1873 in Lakonien; † ?) war ein griechischer Leichtathlet.
Gennimatas nahm an den Olympischen Sommerspielen 1896 in Athen teil. Im 100-Meter-Sprintwettbewerb der Herren kam Gennimatas nicht über den fünften Vorlauf hinaus und schied aus.
1913 war Gennimatas Präsident des griechischen Fußballvereins Panathinaikos Athen.